# Біг-Сенді (Теннессі)
Біг-Сенді (англ. Big Sandy) — місто (англ. town) в США, в окрузі Бентон штату Теннессі. Населення — 486 осіб (2020).

## Географія
Біг-Сенді розташований за координатами 36°13′56″ пн. ш. 88°5′8″ зх. д. / 36.23222° пн. ш. 88.08556° зх. д. (36.232356, -88.085485).  За даними Бюро перепису населення США в 2010 році місто мало площу 1,84 км², уся площа — суходіл.

## Демографія
Згідно з переписом 2010 року, у місті мешкало 557 осіб у 249 домогосподарствах у складі 145 родин. Густота населення становила 303 особи/км².  Було 306 помешкань (167/км²).
Расовий склад населення:
| - 98,2 % — білих - 0,9 % — корінних американців - 0,2 % — азіатів |

До двох чи більше рас належало 0,7 %. Частка іспаномовних становила 0,2 % від усіх жителів.
За віковим діапазоном населення розподілялося таким чином: 20,8 % — особи молодші 18 років, 57,7 % — особи у віці 18—64 років, 21,5 % — особи у віці 65 років та старші. Медіана віку мешканця становила 45,6 року. На 100 осіб жіночої статі у місті припадало 94,1 чоловіків;  на 100 жінок у віці від 18 років та старших — 90,9 чоловіків також старших 18 років.
Середній дохід на одне домашнє господарство  становив 27 906 доларів США (медіана — 20 813), а середній дохід на одну сім'ю — 36 451 долар (медіана — 28 750). Медіана доходів становила 34 844 долари для чоловіків та 23 542 долари для жінок. За межею бідності перебувало 37,9 % осіб, у тому числі 60,6 % дітей у віці до 18 років та 17,2 % осіб у віці 65 років та старших.
Цивільне працевлаштоване населення становило 169 осіб. Основні галузі зайнятості: роздрібна торгівля — 23,1 %, виробництво — 17,2 %, освіта, охорона здоров'я та соціальна допомога — 16,6 %.